# Solierella compedita
Solierella compedita ist ein Hautflügler aus der Familie der Crabronidae.

## Merkmale
Die Wespe erreicht eine Körperlänge von drei bis fünf Millimetern. Die Art trägt weiße Flecken auf dem Metanotum, auf der Basis der Tibien der hinteren Beine und teilweise auch auf den Schulterdecken (Tegulae) beziehungsweise dem Pronotum. Durch diese Flecken ist die Art trotz ihrer geringen Größe gut zu bestimmen.

## Vorkommen
Die Art ist in Nordafrika, Südeuropa, dem südlichen Mitteleuropa und dem Nahen Osten verbreitet. Sie besiedelt ausgedehnte trockene Lebensräume und bevorzugt ein ausreichendes Angebot an Totholz. Die Art fliegt von Mitte Juni bis Mitte August. Sie ist in Deutschland sehr selten und nur im Süden nachgewiesen. Vermutlich wurde sie eingeschleppt und konnte sich innerhalb mehrerer warmer Jahre etablieren. 

## Lebensweise
Die Weibchen legen ihre Nester vor allem in Bohrgängen in temperaturbegünstigtem Totholz an. Auch sollen verlassene Nester von Grabwespen im Erdboden verwendet werden. Auch wird vermutet, dass verlassene Nester in Stängeln wieder verwendet werden. Die Brut wird mit Larven von Bodenwanzen (Lygaeidae) versorgt. Die Art hat eine unauffällige Lebensweise und ist nicht einfach nachzuweisen, wenn das Totholz zahlreich mit anderen Arten besiedelt ist. 

## Belege